# Josep Bellvitges
Josep Bellvitges   (Principat de Catalunya, segle XVIII - segle XIX) fou un eclesiàstic i lexicògraf nascut a Catalunya que visqué a cavall dels segles xviii i xix. Fou professor de retòrica al seminari de Barcelona i membre de l'Acadèmia de Bones Lletres de Barcelona. A l'Acadèmia de Bones Lletres, hi llegí una memòria que portà per títol Sobre por qué métodos de ortografía o por cuáles medios se arregló en lo antiguo el método de escribir en catalán (1800), tot i això, la seva obra més coneguda és el Diccionario catalán-castellano-latino (1803–1805) que publicà conjuntament amb Joaquim Esteve i Antoni Joglar.